# Mruk Petersa
Mruk Petersa, trąbonos (Gnathonemus petersii) – gatunek ryby z rodziny mrukowatych (Mormyridae), znany wcześniej pod synonimicznymi nazwami Mormyrus petersii i Gnathonemus pictus. Nazwa gatunkowa petersii nawiązuje do nazwiska niemieckiego przyrodnika Wilhelma Petersa. Sprowadzony do Europy w 1950 do hodowli akwariowych.

## Występowanie i biotop
Obecny zasięg występowania gatunku obejmuje dorzecze Nigru i Kongo w Afryce Zachodniej i Środkowej (Nigeria, Kamerun i Demokratyczna Republika Konga). Zasiedla płynące wody strefy przydennej.

## Charakterystyka ogólna

### Wygląd
Ciało wydłużone, silnie bocznie ścieśnione. Osiąga długość do 35 cm, w akwariach zwykle nie przekracza 25 cm. Otwór gębowy wydłużony w kształcie trąby (stąd nazwa trąbonos). Płetwa grzbietowa i odbytowa ułożone symetrycznie przy nasadzie ogona. Pomiędzy ich nasadami przebiega jasna, białożółta pręga. Druga pręga – równoległa do pierwszej – przebiega pomiędzy środkiem tych płetw. Płetwa ogonowa silnie rozwidlona – w kształcie litery V. Ubarwienie ciała czarne lub czarno-brązowe. Na całym ciele, a szczególnie wokół głowy i wzdłuż grzbietu rozmieszczone są 2 rodzaje elektroreceptorów w łącznej liczbie ponad 500. Położone przy nasadzie ogona narządy elektryczne zdolne są do wytwarzania napięcia rzędu 10 woltów, o częstotliwości 80-90 Hz.

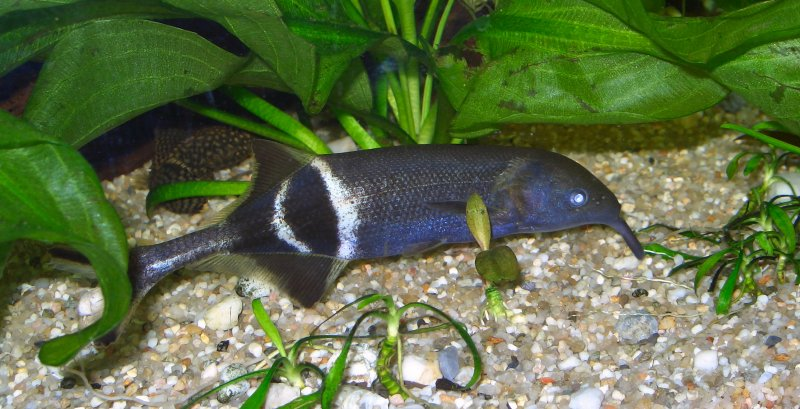
Gnathonemus petersii w akwarium

### Tryb życia
Trąbonosy mają słaby wzrok. Elektroreceptory i narządy elektryczne służą im do nawigacji w ciemnościach, do poszukiwania pokarmu ukrytego w mulistym dnie, wykrywania drapieżników oraz do komunikacji wewnątrzgatunkowej. Mruki Petersa żerują głównie w nocy posługując się elektrolokacją. Emitowane sygnały elektryczne są specyficzne dla płci osobnika. Ryby te identyfikują pobliskie cele emitując sygnały elektryczne i wykrywając dwoma rodzajami naskórkowych elektroreceptorów (aktywna elektrolokalizacja) zmiany amplitudy i przebiegu sygnału wywołane przez obiekt. Odbierane sygnały są interpretowane jak elektryczne „kolory” oznaczające określone cele (ryby elektryczne, larwy owadów lub inne) niezależnie od ich wielkości, odległości lub pozycji. W testach behawioralnych mruki Petersa w sposób niezawodny wykrywały larwy owadów o różnej wielkości z różnych odległości i nie rozróżniały sztucznych urządzeń imitujących ofiarę, wytwarzających podobne kolory elektryczne.

### Rozmnażanie
Trąbonos nie rozmnaża się w akwariach.

## Znaczenie
Trąbonosy mogą być wykorzystywane w biomonitoringu do oceny czystości wody w stacjach przy ujęciach wodnych. Pomimo nietypowej biologii nie jest polecany do akwariów domowych, głównie z powodu dużej wrażliwości na zbyt wysoki poziom związków azotowych oraz zanieczyszczenia wody. Powinien przebywać w grupie minimum pięciu osobników w zbiornikach pow. 150 cm długości. Wymaga zbiorników zacienionych roślinnością pływającą, z piaszczystym dnem i licznymi kryjówkami. Ich aparat gębowy jest podatny na skaleczenia o gruboziarniste elementy dna (żwir, drobne kamienie). W warunkach naturalnych przebywają w wodach płynących, dlatego wskazany jest lekki przepływ wody. Zbiornik należy przykryć, ponieważ mruki potrafią wyskakiwać ponad powierzchnię wody, zwłaszcza w początkowym okresie adaptacji. Trąbonos nie wykazuje w akwariach agresji międzygatunkowej, ani zachowań terytorialnych, natomiast starcia z przedstawicielami własnego gatunku są często obserwowane w małych grupach. Obecność więcej niż 3 osobników w zbiorniku wpływa na rozproszenie zachowań agresywnych. Nie powinny przebywać w jednym zbiorniku z rybami agresywnymi. Ze względu na słaby wzrok mruków oraz skłonność do żerowania po zmierzchu wskazane jest karmienie wieczorne, tuż przed zgaszeniem światła.
Trąbonosy są bardzo wrażliwe na preparaty lecznicze. Przed zastosowaniem takich preparatów w zbiorniku trąbonosy należy przenieść do zbiornika zastępczego.
| Zalecane warunki w akwarium | Zalecane warunki w akwarium                |
| --------------------------- | ------------------------------------------ |
| Zbiornik                    | min. 150 cm długości, koniecznie przykryty |
| Temperatura wody            | 24 – 30 °C                                 |
| Twardość wody               | miękka do twardej 4 – 30°n                 |
| Skala pH                    | 5,0 – 8,0                                  |
| Pokarm                      | różnorodny żywy                            |

## Zagrożenia i ochrona
Gatunek nie jest objęty konwencją waszyngtońską CITES i nie został ujęty w Czerwonej księdze gatunków zagrożonych Międzynarodowej Unii Ochrony Przyrody i Jej Zasobów.

## Ciekawostki
Mruk Petersa wzbudził zainteresowanie naukowców relatywnie dużą objętością mózgu (móżdżek rozwinął się znacznie, przykrywając od góry pozostałe części mózgu), oraz jego bardzo dużym zapotrzebowaniem na tlen. Proporcja objętości mózgu do masy ciała jest większa niż u ludzi.